# Sinwon sa
Sinwon sa (신원사 Klasztor Nowej Ery) – koreański klasztor.

## Historia klasztoru
Klasztor został zbudowany na południowym zboczu mistycznej góry Kyeryong (Góra Smoczego Jaja) w 651 roku przez mnicha Podŏka. Jest jednym z trzech głównych klasztorów wybudowanych na tej górze, obok Tonghak sa i Kap sa.
W IX wieku był jednym z klasztorów wybranych przez mistrza sŏn Tosŏna (827-898) do przebudowy w ramach narodowego projektu promowania buddyzmu w celu ochrony i rozwoju kraju. Od tego czasu klasztor ten był wielokrotnie odnawiany, zwłaszcza w roku 1393, kiedy odnowił go mistrz sŏn Muhak Chach'o (1317–1405). Mnich Poryŏn odnowił klasztor w roku 1876, a mnich Manhŏ – w roku 1946.
Prawdopodobnie po zburzeniu klasztoru przez Japończyków w roku 1592, klasztor został przeniesiony na obecnie miejsce.
W XIX wieku chińskie znaki zostały zmienione przez konfucjańskiego uczonego z oznaczających "Klasztor Ogrodu Bogów" na "Klasztor Nowej Ery", chociaż koreańska transliteracja pozostała taka sama – Sinwon sa.
W 1982 roku przeprowadzono gruntowne odnowienie klasztoru i otworzono Międzynarodową Medytacyjną Salę Kwanŭm, w której przeprowadzane są zimowe odosobnienia medytacyjne. W 1999 roku przeprowadzono ostatnie odosobnienie, gdyż w klasztorze Musang sa, leżącym z drugiej strony góry Kyeryong, otworzono Międzynarodowy Ośrodek Medytacji Sŏn.
Obecnie klasztor leży na zachodnim skraju Parku Narodowego góry Kyeryong (계룡산국립공원).
28 marca 2009 roku buddyjski mnich Sukyung i katoliccy księża Paul Moon Kyu-hyon oraz Simon Chun Jong-hun rozpoczęli pielgrzymkę ochetuji w klasztorze Sinwon sa. Trasa pielgrzymki liczyła 230 kilometrów i kończyła się w miejscowości Imjingak, ok. 40 kilometrów na północ od Seulu. Pielgrzymka poświęcona była ochronie życia i pokojowi na świecie. odbywała się w całkowitym milczeniu i co trzy kroki cała trójka wykonywała ochetuji - buddyjski pokłon. Pierwszego dnia towarzyszyło im 300 osób.

## Adres klasztoru
- 1 Sinwonsadong-gil, Gyeryong-myeon (8 Yanghwa-ri), Gongju, Chungcheongnam-do, Korea Południowa

## Galeria

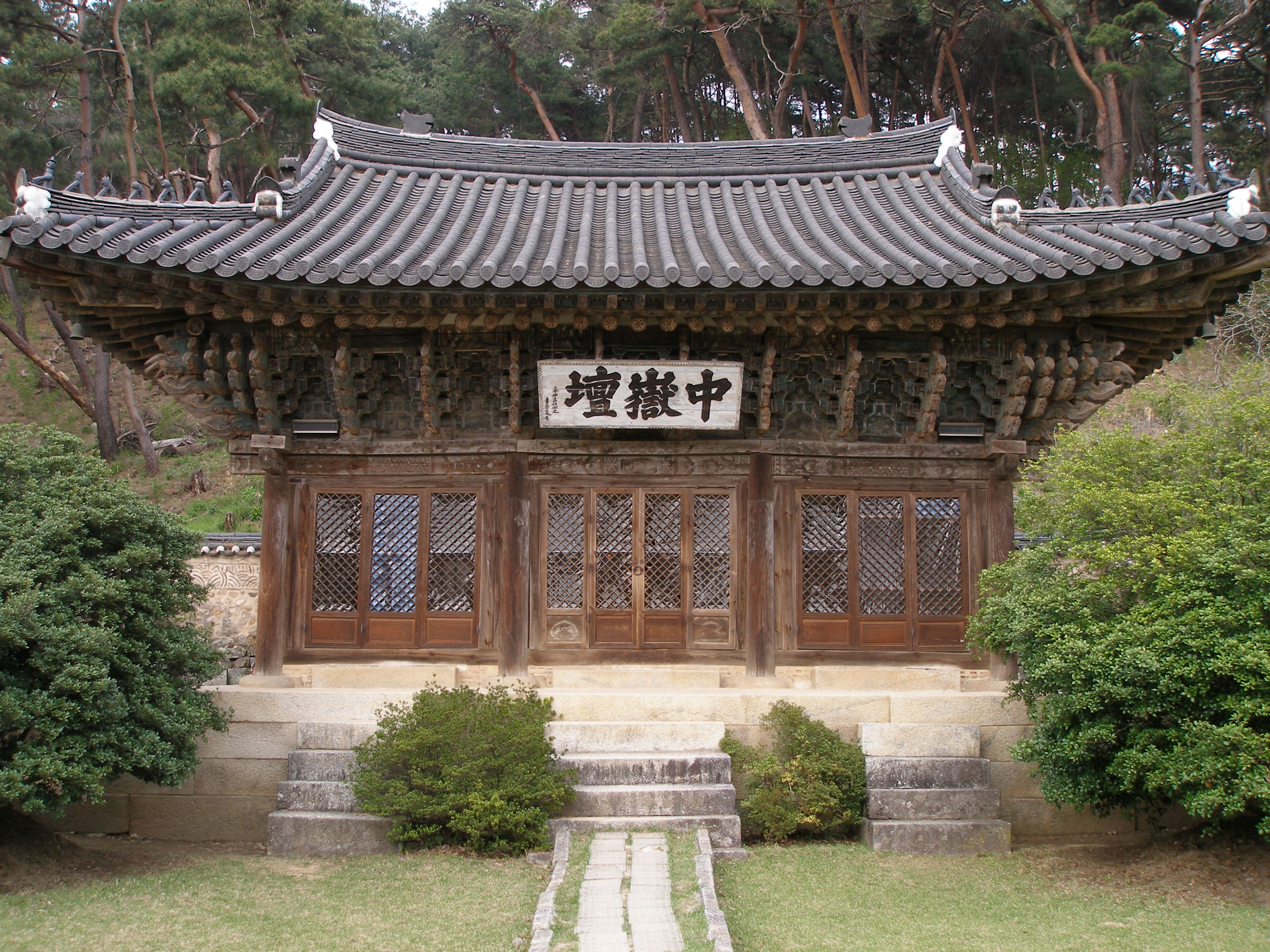
Świątynia boga góry
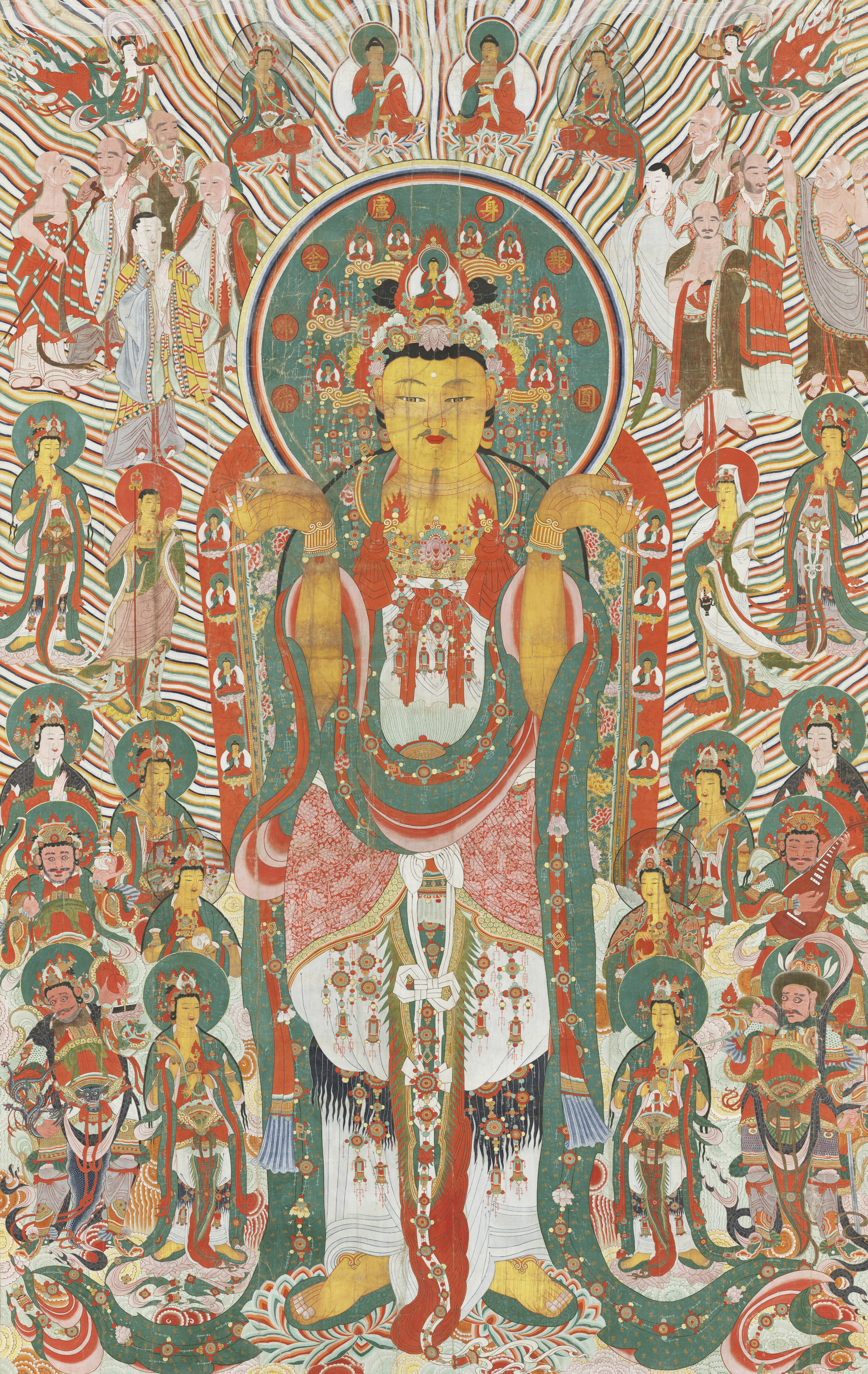